# Palacio Piria

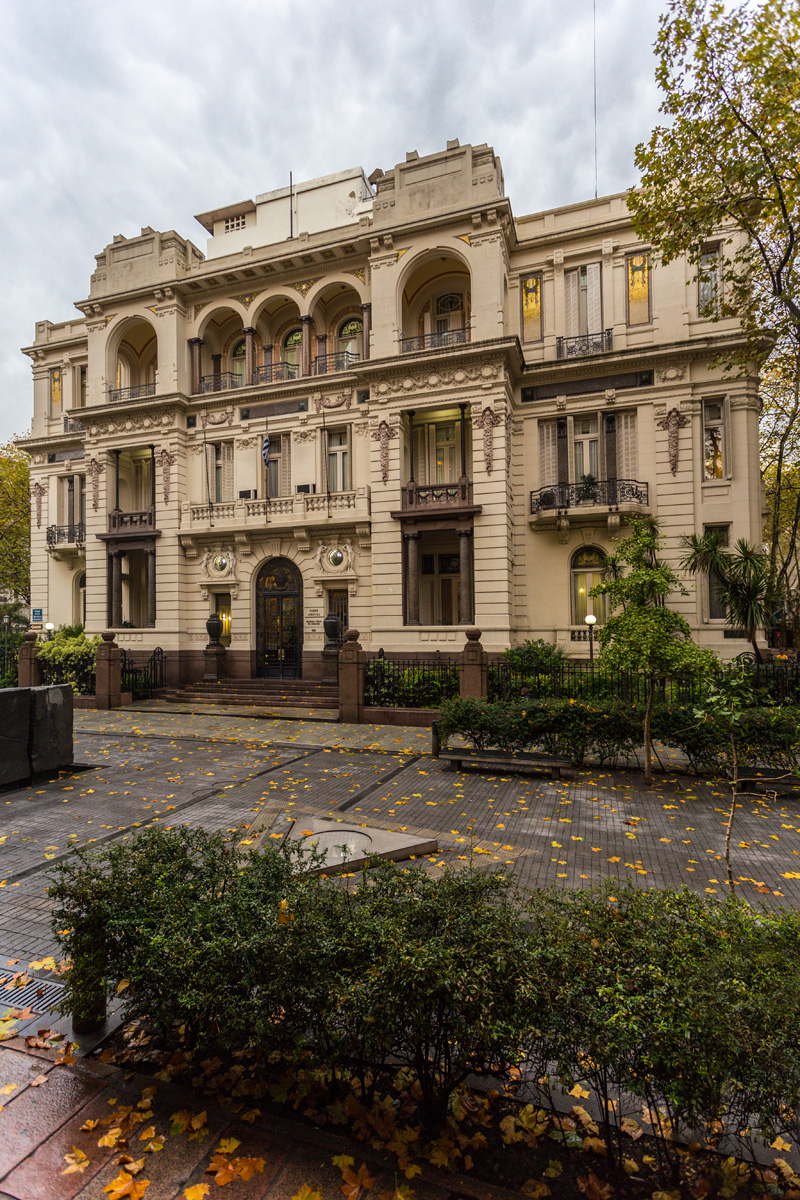
Palacio Piria

Der Palacio Piria ist ein Bauwerk in der uruguayischen Landeshauptstadt Montevideo.

## Beschreibung
Das nach im Jahr zuvor begonnenen Projekt 1917 errichtete Werk des französischen Architekten Camille Gardelle befindet sich im Barrio Centro an der H. Gutiérrez Ruiz 1320 gegenüber der Plaza de Cagancha. Das ursprünglich als Wohnhaus konzipierte Gebäude ist dem Stil des historischen Eklektizismus zuzuordnen. Erster Eigentümer war Francisco Piria, der 1933 in diesem Haus verstarb. Mittlerweile befinden sich im Palacio Piria Büroräumlichkeiten. Das Gebäude dient als Sitz des Suprema Corte de Justicia, des Obersten Gerichtshofs Uruguays. Vor dem Palacio Piria befindet sich mit dem Monumento a la Justicia ein 1999 eingeweihtes, von Rafael Lorente Mourelle errichtetes Denkmal.
1975 wurde der Palacio Piria zum Monumento Histórico Nacional ernannt.